# Érione d'Aline
Eriocnemis aline
Espèce
Répartition géographique
Statut de conservation UICN

 LC  : Préoccupation mineure
Statut CITES
L'Érione d'Aline (Eriocnemis aline, anciennement Eriocnemis alinae) est une espèce de colibris de la sous-famille des Lesbiinae et de la tribu des Heliantheini.
Son nom est dédié à Benoîte-Aline Bourcier née Jusserand (1802-1889), épouse de Jules Bourcier.

## Distribution
L'Érione d'Aline est présente en Colombie, en Équateur et au Pérou.

## Référence
1. ↑  « The Key to Scientific Names aline », sur birdsoftheworld.org

(en) « Neotropical Birds Online », Cornell Lab of Ornithology, 30 septembre 2011